# Ferdinand Wrede

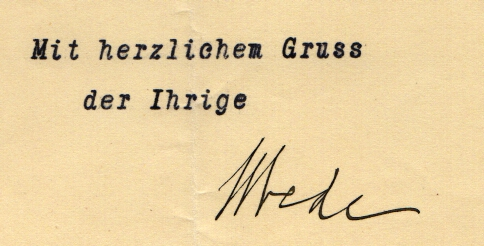
Unterschrift von Ferdinand Wrede in einem Brief vom 28. November 1931 an Albert Bachmann

Victor Karl Paul Ferdinand Wrede (* 15. Juli 1863 in Spandau; † 19. Februar 1934 in Marburg) war ein deutscher Linguist. Seine Schwerpunkte waren altgermanische Dialekte und Dialektgeografie. Von 1911 bis 1933 war er Leiter des Projekts Deutscher Sprachatlas.
Er galt als Vertreter der „Berliner Schule der Linguistik“. Er versuchte die junggrammatische These der Ausnahmslosigkeit der Lautgesetze zu widerlegen und bestritt die Möglichkeit, dass sich die heutigen deutschen Dialekte direkt aus den altgermanischen Dialekten entwickelten.

## Leben
Ferdinand Wrede wurde am 15. Juli 1863 im damals selbstständigen Spandau als Sohn des Musikdirektors Ferdinand Wrede und Minna Wrede, geb. Bechtold, geboren. Von 1873 bis 1881 besuchte er das Friedrichsgymnasium in Frankfurt an der Oder. Anschließend studierte er bis 1886 Germanistik und Geschichte in Berlin und Tübingen u. a. bei Theodor Mommsen, Karl Viktor Müllenhoff und Wilhelm Scherer. Bei Wilhelm Scherer wurde er 1886 in Berlin zum Thema „Sprachreste und dialektische Merkmale der Wandalen“ promoviert. 1890 folgte in Marburg die Habilitation zum Thema „Über die Sprache der Ostgoten in Italien“.
Von 1891 bis 1934 war er Dozent an der Universität Marburg für das Fach Deutsche Philologie. Anfangs als Privatdozent eingestellt, erhielt er 1899 den Professorentitel, wurde ab 1911 als ordentlicher Honorarprofessor und ab 1920 als ordentlicher Professor angestellt.
Des Weiteren arbeitete er ab 1902 als Bibliothekar und amtierte 1919–1920 als Oberbibliothekar der Königlichen Bibliothek zu Berlin (mit Wohnsitz in Marburg). Von 1912 bis 1932 war er Leiter der Arbeiten am Hessisch-Nassauischen Wörterbuch. Im November 1933 unterzeichnete er das Bekenntnis der deutschen Professoren zu Adolf Hitler.
Seine wichtigsten Schüler waren Walther Mitzka, Luise Berthold (nachfolgende Leiterin des Hessen-Nassauischen Wörterbuchs), Theodor Frings, Karl Bischoff, Bernhard Martin, Max Weinreich und Anneliese Bretschneider.

## Deutscher Sprachatlas
Ab 1887 arbeitete er als Assistent am Sprachatlas des Deutschen Reiches. 1912 übernahm er die Leitung des Projekts, das 1918 zu einem Institut der Universität Marburg wurde. 1920 wurde er Direktor der Zentralstelle für den Sprachatlas und der Deutschen Mundartenforschung. 1929 ging er in den Ruhestand. Seine Nachfolger wurden seine Schüler Walther Mitzka und Bernhard Martin.

## Familie
Ferdinand Wrede war mit Malwine Wrede, geb. Wimmer, verheiratet. Das Paar hat die Söhne Walther Wrede (1893–1990), Archäologe und Günther Wrede (1900–1977), Historiker und Archivar.

## Ehrungen
- 1896: Ehrenmitgliedschaft des Akademisch-Neuphilologischen Vereins zu Marburg, der späteren Marburger Burschenschaft Rheinfranken
- 1925: Ehrenmitgliedschaft der Luxemburgischen Gesellschaft für Sprach- und Dialektforschung
- Wredeweg in Berlin-Kladow[4]

## Veröffentlichungen (Auswahl)
- Über die Sprache der Vandalen. Dissertation, Straßburg 1886 (Digitalisat).
  - vollständig: Über die Sprache der Wandalen. Ein Beitrag zur germanischen Namen- und Dialektforschung (= Quellen und Forschungen zur Sprach- und Culturgeschichte der germanischen Völker 59). Trübner, Straßburg 1886.
- Über die Sprache der Ostgoten in Italien. Trübner, Straßburg 1891 (Digitalisat, Habilitationsschrift).
- mit Georg Wenker: Der Sprachatlas des deutschen Reichs. Dichtung und Wahrheit, Marburg 1895.
- Deutsche Dialektgeographie. Berichte und Studien über G. Wenkers Sprachatlas des Deutschen Reichs. Marburg 1909 ff.
- Die Diminutiva im Deutschen, Marburg 1908.